# غويليرمي لورينا
غويليرمي لورينا (بالبرتغالية: Guilherme Lorena‏) هو مجدف برازيلي، ولد في 1894، وتوفي في 14 يونيو 1949.

## وصلات خارجية
- غويليرمي لورينا على موقع الاتحاد الدولي للتجديف (الإنجليزية)
- غويليرمي لورينا على موقع أوليمبيديا (الإنجليزية)